# José Mariano Riera y Comas
José Mariano de Riera y Comas (Mataró, 1827-¿Madrid?,1858) fue un periodista y escritor, vinculado al carlismo.

## Biografía
Fue colaborador asiduo de acreditadas publicaciones nacionales y extranjeras, director de El Símbolo y redactor del diario madrileño La Regeneracion. Fue vicegerente de la Propaganda Católica de España.
Su novela Memorias de las sociedades secretas o el francmasón proscrito (en la que también aparecen personajes carlistas) gozó de gran popularidad en su época y fue considerada durante más de cincuenta años como una de las obras más interesantes en relación con los secretos de la masonería, si bien posteriormente fue desacreditada por algunos errores contenidos en la misma.
Publicó varias obras sobre religión, historia y política y dejó por terminar una Historia Universal. También tradujo del francés la obra Las sociedades secretas, ó memorias para servir á la historia del jacobinismo del abate Barruel.

## Obras
- ¿Que mal han hecho los jesuitas? (1846)
- Misterios de las sectas secretas ó El franc-mason proscrito (en 10 tomos, 1847-1851)
- La Religion y la Filosofia moderna (en 4 tomos, 1850)
- La frenologia y el siglo (en 3 tomos, 1852)
- Historia de todos los pueblos de la tierra desde la creacion hasta nuestros dias (1858)